# Ang Nyima
Ang Nyima (* 1931; † 1986) war ein nepalesischer Bergsteiger aus dem Volk der Sherpa.
Ang Nyima lebte in Darjeeling und war als Träger bei den beiden Schweizer Versuchen zur Erstbesteigung des Mount Everest im Jahr 1952 dabei. Ein Jahr später war er Träger bei der letztlich erfolgreichen britischen Expedition. Zusammen mit Edmund Hillary und Tenzing Norgay richtete Nyima das letzte Hochlager ein, stieg dann aber ab.
Am 17. Mai 1960 gelang Ang Nyima zusammen mit Chris Bonington und R.H. Grant die Erstbesteigung der  Annapurna II (7937 m).